# Cala d'Es Portixol
La playa Cala d'Es Portixol está situada en San Juan Bautista, en la parte norte de la isla de Ibiza, en la comunidad autónoma de las Islas Baleares, España.
Es una playa semiurbana, rodeada de vegetación. Es frecuentada por bañistas y barcos de recreo que fondean por la zona.